# GSC1442-1764
GSC1442-1764 — хімічно пекулярна зоря спектрального класу A, що має видиму зоряну величину в смузі V приблизно  9,6.